# Микола Тишковський
Миколай Тишковський (пол. Mikołaj Tyszkowski) гербу Гоздава — вендський хорунжий.
пол. Mikołaj Tyszkowski

## Біографія
Народився як син таборівського старости та галицького хорунжого Петра Тишковського гербу Гоздава та Катажини Цеклінської. У 1694 році він командував однією з двох кавалерійських груп (підрозділи з Богородичних валів) у битві під Годовом, де розбив сорок тисяч татар. Під час бою, коли він переслідував татар, що втікали, він потрапив до них у полон. Однак після перемоги в битві його швидко викупили з полону. Пізніше він одружився з міс Оссолінською, від якої мав сина Олександра та двох доньок: Анну та Йоанну.